# ألجيرنون كينغسوت
ألجيرنون كينغسوت (بالإنجليزية: Algernon Kingscote) كان لاعب كرة مضرب بريطاني وكان يلعب باليد اليمنى. كما أنه أحد أبطال الجراند سلام. أعلى تصنيف له في الفردي كان المركز الـ 3 في سنة 1920. سبق أن شارك في دورة الألعاب الأولمبية الصيفية.

## النهائيات

### الفردي
| الحصيلة | السنة | البطولة                       | الأرضية | المنافس        | النتيجة       |
| ------- | ----- | ----------------------------- | ------- | -------------- | ------------- |
| الفوز   | 1919  | بطولة أستراليا المفتوحة للتنس | عشبية   | إريك بوكلي     | 6–4, 6–0, 6–3 |
| الوصافة | 1919  | بطولة ويمبلدون                | عشبية   | جيرالد باترسون | 6–2, 6–1, 6–3 |

## روابط خارجية
- ألجيرنون كينغسوت على موقع رابطة محترفي التنس (الإنجليزية)
- ألجيرنون كينغسوت على موقع الاتحاد الدولي لكرة المضرب (الإنجليزية)
- ألجيرنون كينغسوت على موقع كأس ديفيز (الإنجليزية)
- ألجيرنون كينغسوت على موقع أرشيف التنس.كوم (الإنجليزية)
- ألجيرنون كينغسوت على موقع خلاصة التنس.كوم (الإنجليزية)
- ألجيرنون كينغسوت على موقع اللجنة الأولمبية الدولية (الإنجليزية)
- ألجيرنون كينغسوت على موقع أوليمبيديا (الإنجليزية)